# Pettine (tessitura)

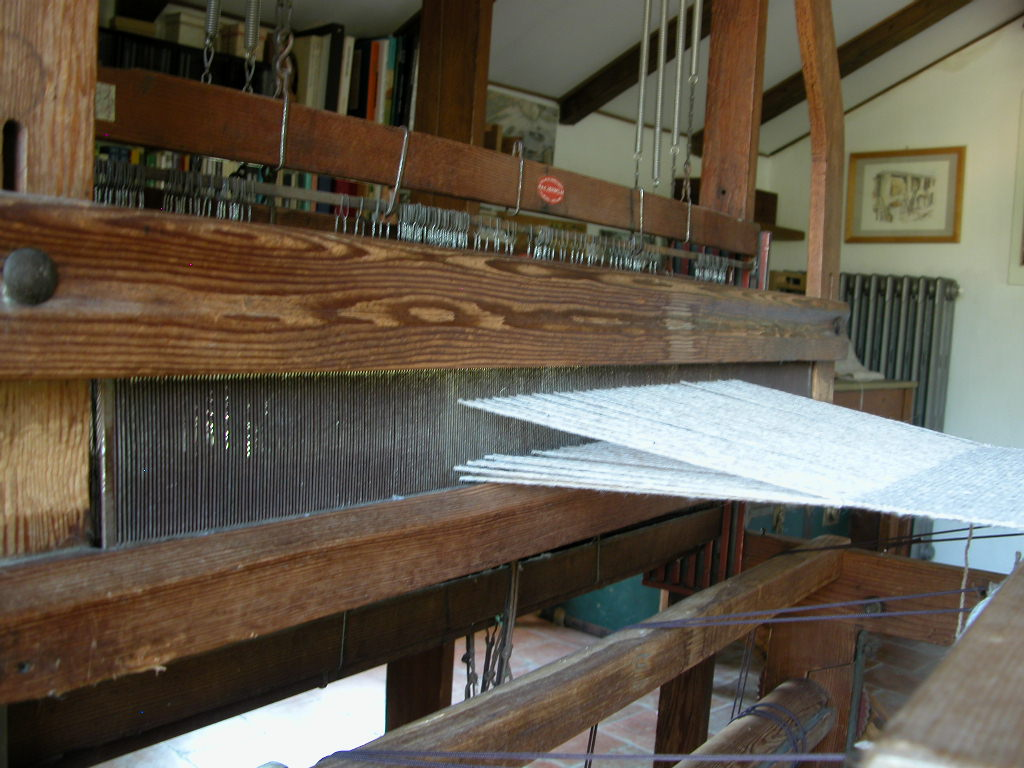
I fili di ordito passano nelle fessure del pettine

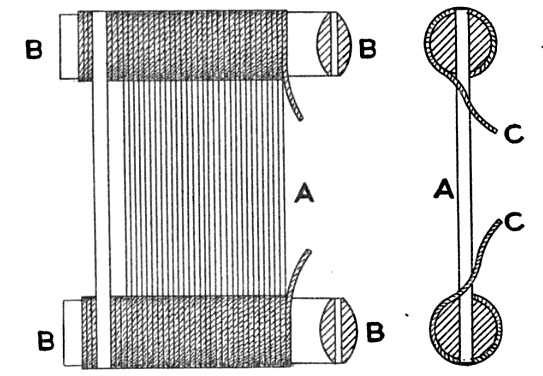
Pettine in sezione

Il pettine è una parte del telaio. Tra le sue fessure passano i fili dell'ordito.

## Funzione
Posizionato nel portapettine o cassa battente (parte del telaio incernierata) è movibile, si può cambiare a seconda delle necessità di lavorazione in base alla dimensione (titolo) del filato e alle caratteristiche della tessitura.
Forma un tutt'uno col porta pettine o cassa battente, dove è saldamente collocato, insieme svolgono la funzione di battitura del filo di trama, cioè avvicinare il filo appena posto dalla navetta nel passo schiacciandolo contro quello precedente, per chiudere, compattare il tessuto.

## Struttura
- Costruito in metallo, ha due barre (tondi di metallo) una sopra e una uguale sotto, collegate da lamelle metalliche poste in costa, lo spessore della lamelle e la distanza tra di loro varia in funzione del titolo del filo.
- Nei telai a pettine liccio è in plastica, con la caratteristica di alternare una fessura a un foro.
- Nei telai antichi o artigianali i pettini erano costruiti con lamelle di canna.
- Nei telai verticali il pettine è un attrezzo separato dal telaio, un manico in legno con dei rebbi in metallo o un blocchetto di legno duro nelle cui estremità sono tagliate delle fessure, robusto e abbastanza pesante per svolgere efficacemente la funzione di battitura, per un piccolo lavoro, su un telaio a cornice, si può utilizzare una forchetta.

## Riduzione
Il numero di fili al centimetro che il pettine contiene è detto riduzione, dato fondamentale per il calcolo dell'ordito.
Il pettine più largo può avere riduzione 2, cioè avere due lamelle che tengono distanziati due fili ogni centimetro, quelli più fitti 3/4/6... fino a n. Se il filato è molto sottile, come la seta o fibre sintetiche, vengono tirati più fili in una sola fessura, non essendo possibile per resistenza strutturale dei materiali moltiplicare eccessivamente il numero delle lamelle.

## Nella cultura di massa
Il proverbio che dice tutti i nodi vengono al pettine non si riferisce ai nodi sui capelli ma a quelli sui fili di ordito, che quando vengono al pettine creano difficoltà al tessitore, con la rottura del filo quando il pettine batte. Infatti nell'orditura quando si devono giuntare due fili non si possono annodare nel mezzo dell'ordito, bisogna farlo a un'estremità in modo che il tessitore non corra il rischio di ritrovarsi la sorpresa del nodo quando svolge l'ordito.

## Utilizzo in cucina

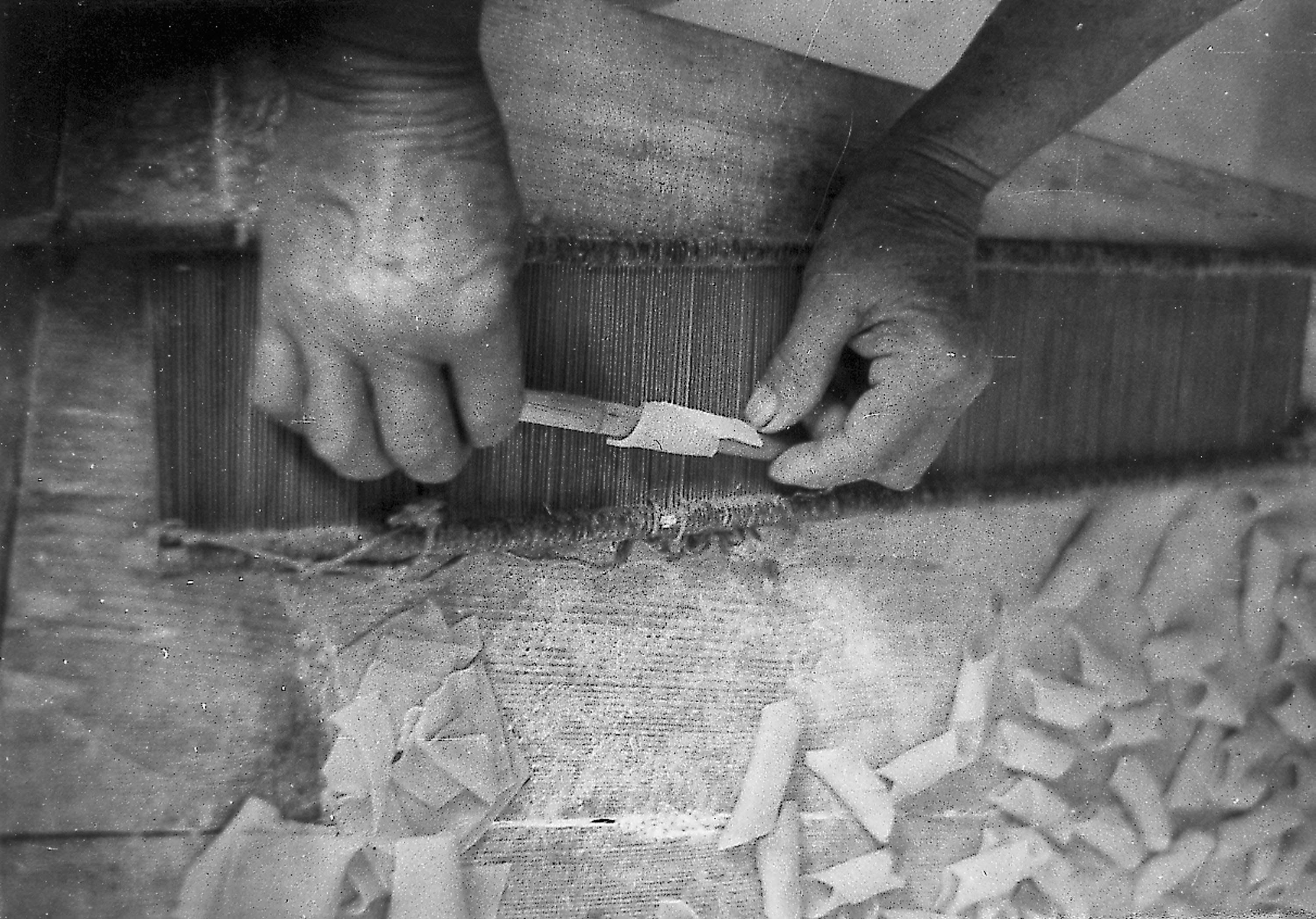
La preparazione tradizionale dei maccheroni al pettine

Il pettine da tessitura, realizzato in legno e canna comune, viene utilizzato in cucina per la preparazione tradizionale dei garganelli romagnoli e dei maccheroni al pettine emiliani.
La produzione avviene prendendo un piccolo quadrato di pasta all'uovo, che viene arrotolato su un bastoncino e poi pressato sul "pettine". In tal modo si ottiene un prodotto con un'insolita rigatura trasversale (anziché quella longitudinale tipica della pasta tubolare estrusa o trafilata), che permette di trattenere meglio i condimenti e in particolare il ragù all'emiliana.